# Escorxador (Capellades)
L'Escorxador és una obra noucentista de Capellades (Anoia) protegida com a Bé Cultural d'Interès Local.

## Descripció
Construït en pedra (a la part baixa) i maó (part alta i mitjana), la major part arrebossada. Sostre de teules a dues vessants. Planta de creu. La construcció té una estructura repartida simètricament i decoracions a la part alta de la façana: escuts, caps de brau, etc.
L'interior s'ha conservat tal com era i repeteix el sostre a dues vessants. Ús de rajoles com a element ornamental. Conserva els estris (per penjar els animals, etc.) de la mateixa època en què fou construït.

## Història
Primer quart de segle xx.